# ملک‌پور عزیزال
ملک‌پور عزیزال (به انگلیسی: Malakpur Azizal) یک منطقهٔ مسکونی در پاکستان است که در ناحیه پایتختی اسلام‌آباد واقع شده‌است. ملک‌پور عزیزال ۵۲۲ متر بالاتر از سطح دریا واقع شده‌است.